# Rhacocassis flavoplagiata
Rhacocassis flavoplagiata es una especie de insecto coleóptero de la familia Chrysomelidae.
Fue descrita científicamente en 1863 por Baly.